# جي يو كي

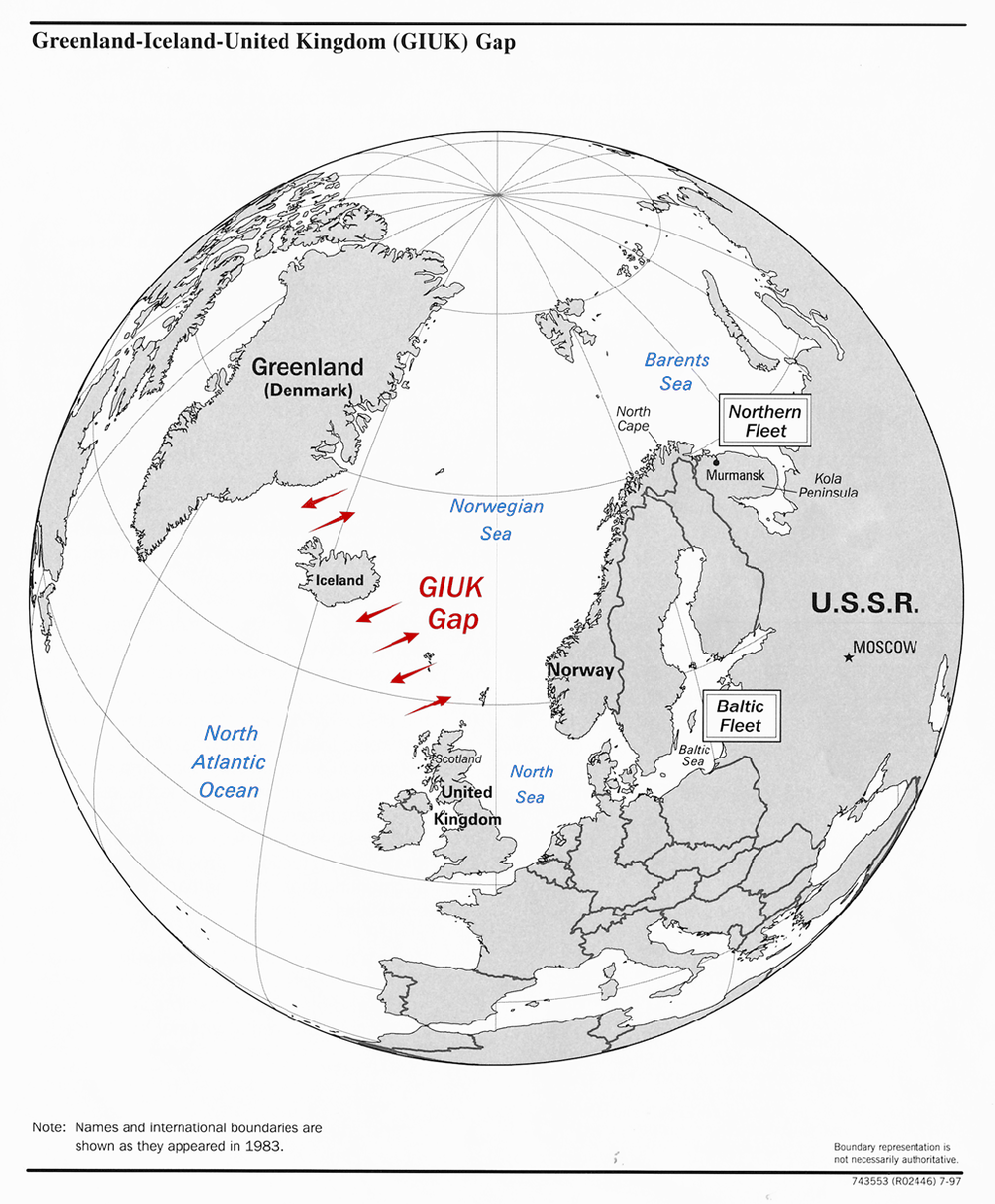
خريطة GIUK

جي يو كي بالأنجليزية GIUK معناه Greenland iceland united kingdom هو خط وهمي في شمال المحيط الأطلسي يشكل ممرًا استراتيجيًا للسفن العسكرية. هذا الاسم هو اختصار للغة الإنجليزية «جرينلاند آيسلندا والمملكة المتحدة».
يعتبر مرور «جي يو كي» مهمًا بشكل خاص للبحرية البريطانية لأن أي محاولة للتسلل إلى المحيط الأطلسي من جانب بلد في شمال أوروبا يجب أن تمر عبر بحر المانش أو «جي يو كي». نظرًا لأن البريطانيين يتحكمون أيضًا في الوصول إلى البحر الأبيض المتوسط (عبر ميناء جبل طارق)، فإن فرنسا وإسبانيا والبرتغال هي الدول الوحيدة في أوروبا القارية التي لديها وصول مباشر إلى المحيط الأطلسي لا يمكن حظره. من البحرية الملكية البريطانية.منذ الحرب العالمية الثانية أي خلال معركة الأطلسي (1939-1945) استخدمت السفن الألمانية الفجوة للخروج من قواعدها في شمال ألمانيا ومن قواعد الغواصات الألمانية في النرويج المحتلة بعد أبريل 1940 بهدف مهاجمة قافلة أمنية لشحن التابعة للحلفاء. لكن الحلفاء أعقاعوا جهودهم في بحر الشمال أعاقت مثل هذه الاختراقات الاحتلال البريطاني لجزر فارو في أبريل 1940 وغزو آيسلندا في مايو 1940 . وتولت الولايات المتحدة السيطرة على غرينلاند عام 1940 وتم إنشاء حاجز الشمال وحاجز دوفر. ولكن كريغسمارينه الألمانية تم استغناء عن «جي يو كي» بعد سقوط فرنسا في حزيران 1940 واصبحت الغوصات الألمانية ان تعمل الانطلاق من قواعد على الساحل الفرنسي بين عامي 1940 و 1942
خلال الحرب الباردة، كان لدى الولايات المتحدة على هذا الخط سلسلة من سماعة المائية، من أجل التحكم في ممرات السفن عبر هذا الخط، وتحذيرها من مرور الغواصات السوفيتية الراغبة في دخول الأطلسي.